# 山本良幸
山本 良幸（やまもと よしゆき、1992年8月4日 - ）は、日本の保健体育教師。山田軍団 黒虎団員。TBS『SASUKE』の常連選手。SASUKE2022ファイナリスト。

## 来歴
小学生時代から『SASUKE』が好きで、友人と近所の公園でSASUKEごっこで遊ぶほどで、番組に影響されて体操クラブに所属した。関西大学北陽中学校・高等学校に進学後、陸上競技部に所属していたが、ハードなスケジュールから胃潰瘍を患い、高校1年生の2月で退部した。
陸上部を退部後、基礎体力の低下からジョギングに取り組み、ボクシングを始めることを考えていたが、友人とスノーボードをした際に軽度の脳震盪を経験して断念した。その後、内村航平に勝てると思い、高校3年生の秋から体操を始め、関西大学体操部の練習に参加し、高校卒業後に大学で体操部に所属。4年生で主将を務めた。大学在学中に『SASUKE』の一般選考に応募したが落選。大学卒業後は住宅営業の仕事を3年ほど勤めたのち、教員を目指して大学に再入学し、在学中に学校ボランティアの非常勤講師や材木屋の手伝いをし、大阪府立堺支援学校の保健体育教師として勤務。
2019年7月から黒虎に加入し、以後エース的な存在として活躍しており「黒虎の絶対的エース」「山田勝己の最高傑作」等の異名を持つ。第41回では山田勝己から直接「ミスター黒虎」の称号がつけられた。
初出場の第37回から5大会連続で3rdステージまで進出しており、内4回で2ndステージ最速タイムを記録。第39回では1st・2ndのいずれも最速タイムをマークしている。第40回についに3rdをクリア、山田軍団 黒虎結成以来初のファイナリストとなった。FINALでは完全制覇にこそ程遠かったものの、初挑戦にしてサーモンラダー15段を突破しロープに触れるまでに到達した。
2024年8月21日放送の『SASUKEワールドカップ2024』で、JAPAN Redのメンバーとして選出され、1st・2nd STAGEで挑戦した全選手中の最速タイムを叩き出した。
2025年5月2日放送のTBS『最強スポーツ男子頂上決戦』に出場し、モンスターボックス21段、ビーチフラッグスとパワーウォールで準決勝進出と随所で高成績を収め、初出場で総合優勝に輝いた。

## SASUKEでの戦歴

### 大会ごとの戦歴

#### 第37回大会
初出場にして1stステージ最初のクリア者となる。2ndステージでは23.57秒残しで最速タイムを樹立。3rdクリフハンガーディメンションの3本目への飛び移りに失敗し落下したが、黒虎内での最高成績を修めた（ゼッケン47）。

#### 第38回〜39回大会
第38回では前回と同様に順調に1stステージをクリアし、2ndステージでは13.22秒残しで最初かつ最速タイムのクリア者となる。3rdクリフハンガーディメンションへ到達。3本目への飛び移りに成功し、リベンジを果たすも直後の休憩地点への移動中に手を滑らせてリタイア（ゼッケン49）。
第39回は黒虎の予選会を1位で通過し出場。1st27.17秒残し、2nd26.55秒残しで1st・2nd同時最速タイムを達成し、3大会連続の3rd進出も、新第3エリアのスイングエッジの1回目の移行に失敗しリタイア。クリフハンガー到達前にリタイアを喫した（ゼッケン50）。

#### 第40回大会
前回同様黒虎の予選会を1位で通過。3rdではクリフディメンションにリベンジを果たした後、バーティカルリミットも順調にクリアし初めてFINAL進出を果たす。黒虎から初のファイナリスト誕生となった。FINALでは、スピードクライミングの最初の挑戦者となり、直後のサーモンラダー15段をクリアしたが時間を費やし、綱登りで残り約8mを残してタイムアップとなった（ゼッケン3950）。

#### 第41回大会
黒虎の予選会を免除され招待枠で、また自身初の90番台にしてゼッケン99での出場となった。1stステージは安定のパフォーマンスでクリア、2ndでは最速タイムを樹立、3rdでは前回クリアしたクリフディメンションの2→3本目の移行でタイミングを誤り突起を掴み損ねて落水（ゼッケン99）。

#### ワールドカップ2024
日本代表REDチームのメンバーとして出場。1stステージでは第1ヒートの最終競技者として登場し、65秒61のタイムでヒート1位を獲得し70ptを獲得。最終的にこのタイムは同大会1stステージ全体の最速タイムにもなった。2ndステージのスパイダークライム15mにも多田竜也とともに出場。第4ヒートに登場し8秒95でJAPAN REDの3rdステージ進出を決める。こちらも最速タイムであり、本戦ではないが自身2度目のダブル最速タイムを達成した。3rdでは第3ヒートで登場するも前回同様クリフディメンションの2→3本目の移行でタイミングを誤り突起を掴み損ねて落水。

### 大会別成績
| 大会       | ゼッケン | STAGE | 記録                         | 備考                                    |
| ---------- | -------- | ----- | ---------------------------- | --------------------------------------- |
| 第37回大会 | 47       | 3rd   | クリフハンガーディメンション | 2→3本目                                 |
| 第38回大会 | 49       | 3rd   | クリフハンガーディメンション | 3つ目を成功したが手を滑らせて落水       |
| 第39回大会 | 50       | 3rd   | スイングエッジ               | 1→2本目、突起を掴めず落水               |
| 第40回大会 | 3950     | FINAL | 綱登り                       | 綱登りに入ったところでタイムアップ      |
| 第41回大会 | 99       | 3rd   | クリフディメンション         | 2→3本目                                 |
| 第42回大会 | 97       | 3rd   | スイングエッジ               | 1→2本目、X字からY字に移行するときに落下 |

### 通算成績（第42回大会終了時点）
| 出場数 | 2nd進出 | 3rd進出 | FINAL進出 | 最優秀成績 |
| ------ | ------- | ------- | --------- | ---------- |
| 6回    | 6回     | 6回     | 1回       | 0回        |

### SASUKEワールドカップ
2024
| チーム    | 背番号 | STAGE | 出順            | 記録                 | 備考    | ポイント         |
| --------- | ------ | ----- | --------------- | -------------------- | ------- | ---------------- |
| JAPAN Red | 2      | 1st   | 第1ヒート-7番目 | クリア               | 65.61秒 | 70pt、最速タイム |
| JAPAN Red | 2      | 2nd   | 4番目           | クリア               | 8.95秒  | 最速タイム       |
| JAPAN Red | 2      | 3rd   | 第3ヒート-2番目 | クリフディメンション | 2→3本目 | 90p              |
| JAPAN Red | 2      | FINAL | 不出場          |                      |         |                  |

### 最速タイム
| 大会           | STAGE | 制限時間 | 残りタイム | クリア人数 | 備考                                           |
| -------------- | ----- | -------- | ---------- | ---------- | ---------------------------------------------- |
| 第37回大会     | 2nd   | 100秒    | 23.57秒    | 8人        |                                                |
| 第38回大会     | 2nd   | 105秒    | 13.22秒    | 5人        |                                                |
| 第39回大会     | 1st   | 99.9秒   | 27.17秒    | 14人       |                                                |
| 第39回大会     | 2nd   | 105秒    | 26.55秒    | 9人        |                                                |
| 第41回大会     | 2nd   | 100秒    | 26.90秒    | 15人       |                                                |
| ワールドカップ | 1st   | 150秒    | 65.61秒*   | 18人       | カウントアップ方式のためタイム欄はクリアタイム |
| ワールドカップ | 2nd   | 無制限   | 8.95秒*    | 9人        | カウントアップ方式のためタイム欄はクリアタイム |

- 2024年 SASUKEワールドカップ終了時点

## 出演
- SASUKE（TBS）
- オールスター感謝祭（2024年10月5日放送、TBS）- 「赤坂5丁目ミニマラソン」に運動自慢男子枠で出走。
- 最強スポーツ男子頂上決戦(2025年5月3日放送、TBS)